# Râul Arpaș
Râul Arpaș sau Râul Arpașu este un curs de apă, afluent al râului Olt. Râul se formează la confluența a două brațe Arpașul Mare și Podragu.